# Марк Сінглтон
Марк Сінглтон (англ. Mark Singleton) — теоретик йоги, старший науковий співробітник у SOAS University of London, де він працював над проєктом про Хатха-йогу. Є автором популярної праці Yoga Body: the Origins of Modern Posture Practice.

## Біографія
У 1990 роках Марк Сінглтон провів три роки в Індії, інтенсивно вивчаючи йогу як фізично, так і ментально. Його ціллю було знати автентичність традиційної індійської йоги, яку насправді було дуже складно відшукати. Там він практикував йогу впродовж двох з половиною годин кожного ранку, проводив дні за вивченням історії та філософії йоги, і також відвідував уроки йоги. Його науковим зацікавленням було те, що сучасна йога яка базується на асанах має насправді набагато глибше коріння і це змусило похитнутися його у своїх переконаннях та зануритись у це дослідження глибше.   
З поверненням до Англії він отримав звання Доктора Філософії при Кембриджському Університеті.    
Згодом він стає кваліфікованим вчителем Аєнгар-йоги. З 2006 по 2013 викладає йогу в St John's College, Santa Fe.   
У 2009 спільно з Джин Бірне створює колекцію праць "Йога в сучасному світі".
У 2010 Марк Сінглтон публікує свою версію тез про сучану йогу і видає цю працю під іменем "Тіло йоги....."
Є дослідником у школі Східних та Африканських Студій у Лондоні. Був керуючим в Американській Академії Релігійних груп, які вивчали йогу в теорії та практиці.
У 2014 Марк спільно з Елен Голдберг публікує колекцію праць "Гуру модерної йоги".
У 2016 його роботи були представлені на BBC, у програмі під назвою "The Secret History of Yoga".
У 2017 спільно з Джеймсом Мелінсоном у книзі Roots of Yoga вони зібрали колекцію найбільш автентичних перекладів текстів про йогу. Там було безліч мов. Зокрема тибетська, арабська, перська, санскрит... У книзі представлено 11 розділів, і кожному розкрито сенс традиційних практик. Книга має обширний вступ та підсумовує історію йоги загалом. Включаючи вивчення та теорію йоги. Також кожен розділ має примітки.

## Праці
1. "Основи йоги" https://books.google.com.ua/books?id=tUgBIrn5REwC&printsec=frontcover&source=gbs_atb#v=onepage&q&f=false
2. "Йога в сучасному світі" https://books.google.com.ua/books?id=XF6AVGsz_YwC&printsec=frontcover&dq=Yoga+in+the+modern+world&hl=en&sa=X&ved=0ahUKEwj8hZDDhLHoAhXErIsKHa3hDj0Q6AEIKjAA#v=onepage&q=Yoga%20in%20the%20modern%20world&f=false
3. "Гуру сучасної йоги" https://books.google.com.ua/books?id=-cyOAQAAQBAJ&printsec=frontcover&dq=gurus+of+modern+yoga&hl=en&sa=X&ved=0ahUKEwj-p5XWhLHoAhWkk4sKHYA1DTQQ6AEIJzAA#v=onepage&q=gurus%20of%20modern%20yoga&f=false
4. "Витоки йоги" https://books.google.com.ua/books?id=f-UPDQAAQBAJ&printsec=frontcover&dq=roots+of+yoga&hl=en&sa=X&ved=0ahUKEwj3-fzjhLHoAhUi-yoKHagqBkEQ6AEIJzAA#v=onepage&q=roots%20of%20yoga&f=false